# Caprilofenona
Caprilofenona, 1-fenil-1-octanona, heptilfenilcetona,  n-heptilfenilcetona, octanoilbenzeno, fenil-heptilcetona ou fenil-n-heptilcetona, é o composto químico orgânico, uma cetona aromática de fórmula C14H20O, fórmula linear CH3(CH2)4COC6H5, massa molecular 204,31. É classificado com o número CAS 1674-37-9, número de registro Beilstein 1868534, número EC 216-817-2 e número MDL MFCD00003554. Apresenta densidade 0,93 g/mL a 20 °C, ponto de fulgor de 116,7 °C, ponto de fusão 21,5-23,5 °C e ponto de ebulição 285-290 °C.